# Angraecum sesquipedale
Angraecum sesquipedale Thouars (también llamada la orquídea de Darwin, orquídea de Navidad o estrella de Belén) es una orquídea epífita originaria de  Madagascar.  Fue descrita por el botánico francés Louis-Marie Aubert du Petit-Thouars en 1822.

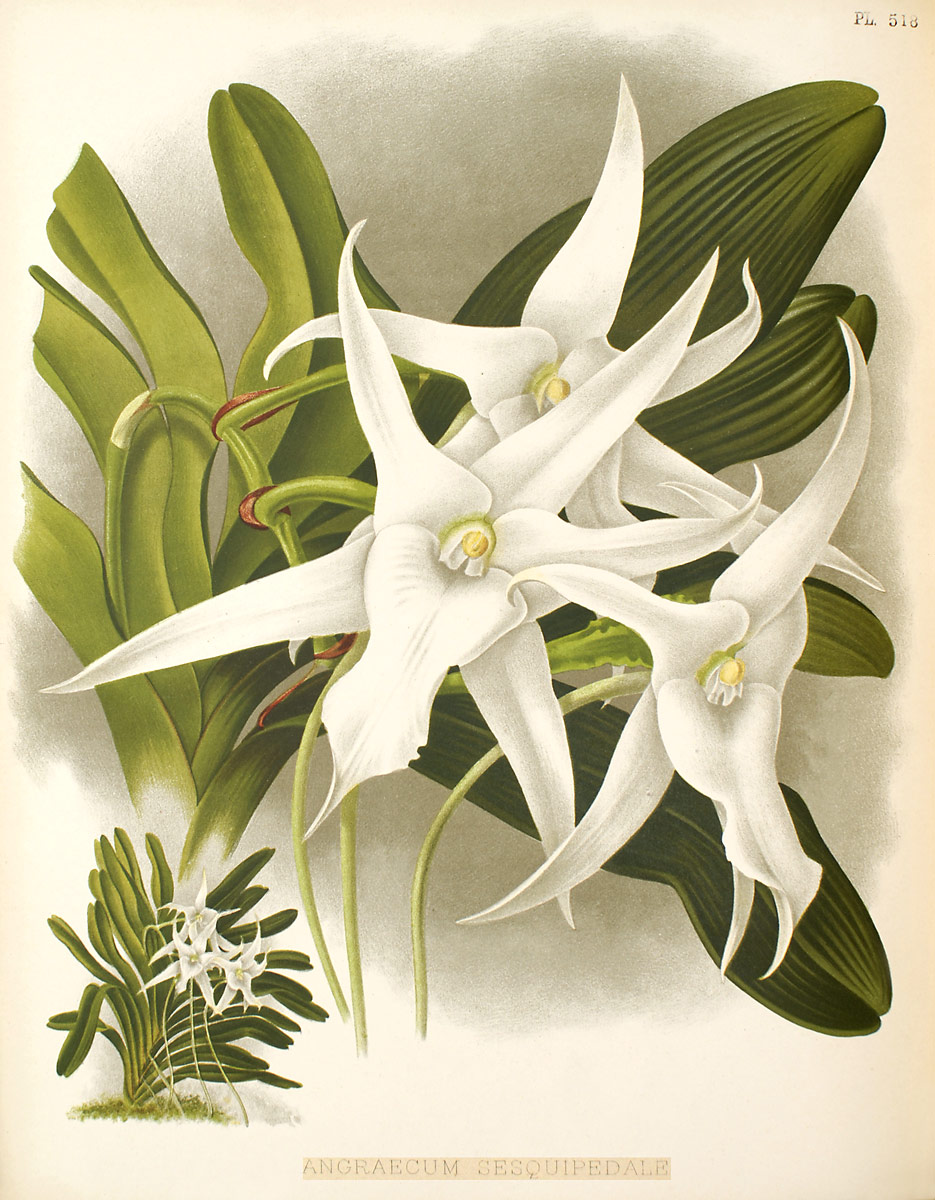
Ilustración

## Descripción
Es una orquídea de crecimiento monopodial. Yace más o menos inclinada sobre los troncos de los árboles.
Las flores tienen forma de estrella y se agrupan en inflorescencias que crecen del tallo entre junio y noviembre en su estado silvestre. Cuando la flor se abre tiene un color verdoso que finalmente se vuelve blanco y que suele mantener alguna tonalidad verde pálida. El detalle más significativo de la flor es su largo espolón de 20 a 35 centímetros desde su extremo al labio de la flor. El nombre sesquipedale quiere decir un pie y medio en latín y se refiere al largo del espolón. En la base del espolón hay néctar. Durante las horas nocturnas emite un fuerte perfume. Generalmente hay de una a cuatro flores.  
Esta orquídea es bien conocida entre biólogos por su asociación con el naturalista inglés Charles Darwin (1809-1882). Un distinguido horticultor, James Bateman, envió a Darwin ejemplares de esta orquídea en 1862 y éste observó el largo espolón de la flor deduciendo que tenía que existir un polinizador con una probóscide de largo similar. En su publicación sobre orquídeas de 1862 («La fecundación de las orquídeas») predijo la existencia de una mariposa esfíngida con tal probóscide que puede libar el néctar al fondo del espolón.

En 1903 tal esfíngido fue encontrado en Madagascar. Se le dio el nombre Xanthopan morganii praedicta. El nombre praedicta de la subespecie se refiere a la predicción de Darwin. Hasta un siglo más tarde no se filmaría este polinizador en acción.

## Hábitat
Es endémica de Madagascar. Se encuentra en zonas bajas, generalmente a menos de 100 metros de altura y  cerca de la orilla del mar, en lugares con clima cálido y con abundantes precipitaciones durante todo el año.

## Cultivo
A. sesquipedale es cultivada raramente en colecciones privadas a pesar de su enorme importancia para la teoría de la evolución ya que constituye un ejemplo excelente de coevolución.
Fue cultivada por primera vez en Gran Bretaña en 1855 y produjo sus primeras flores en 1857. Necesita calor y mucha luz. Las raíces son sumamente delicadas.

## Nombres comunes
- Español: orquídea de Darwin, orquídea de Navidad o estrella de Belén.

## Taxonomía
Angraecum sesquipedale fue descrita por Louis-Marie Aubert du Petit-Thouars y publicado en Histoire Particulière des Plantes Orchidées, pl. 66 & 67. 1822.
Etimología
Angraecum: nombre genérico que se refiere en malayo a su apariencia similar a las Vanda.
sesquipedale: epíteto
Variedades
- Angraecum sesquipedale var. angustifolium Bosser & Morat (1972).
- Angraecum sesquipedale var. sesquipedale.

Sinonimia
- Aeranthes sesquipedalis  (Thouars) Lindl. 1824
- Aeranthus sesquipedalis  (Thouars) Lindl.
- Angorchis sesquipedale (Thouars) Kuntze 1891
- Angraecum bosseri Senghas 1973
- Angraecum sesquipedale var. angustifolium Bosser & Morat 1972
- Macroplectrum sesquipedale (Thouv.) Rolfe
- Macroplectrum sesquipedale (Thouv.) Pfitzer 1889
- Mystacidium sesquipedale Rolfe 1904[1][6][7]